# Funicular de la Santa Cova

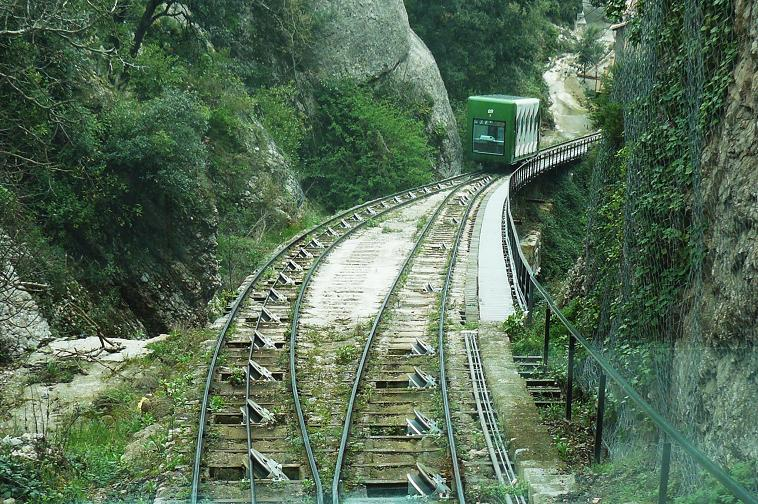
Funicular de la Santa Cova - widok na trasę z wagonu

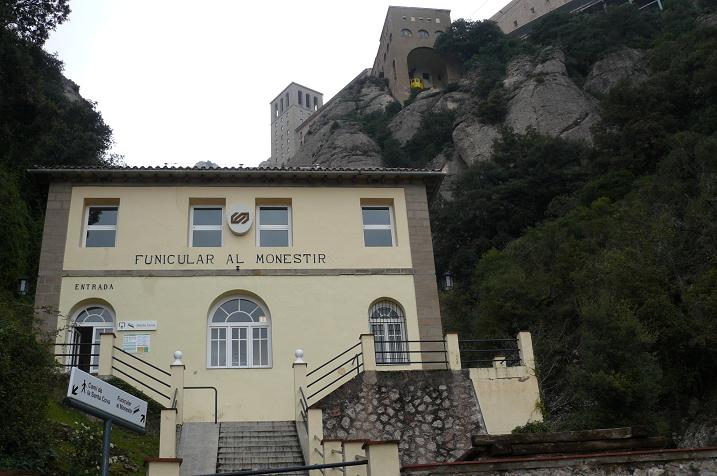
Funicular de la Santa Cova - stacja dolna. W tle (wyżej) Kolej linowa w Montserrat - górna stacja nieopodal klasztoru

Funicular de la Santa Cova – kolej linowo-terenowa w Katalonii (Hiszpania), łącząca klasztor w Montserrat z rejonem groty, w której znaleziono cudowną figurkę Matki Boskiej (od stacji do groty trzeba pokonać jeszcze kilkaset metrów pieszo). Znajduje się w górach Montserrat na obrzeżach aglomeracji Barcelony.

## Historia
Kolej została zbudowana w 1929 przez Ferrocarrils de Muntanya a Grans Pendents (FMGP). Wyposażenie pochodzi od firmy Von Roll. Ta sama kompania wybudowała także drugi montserracki funikular – Funicular de Sant Joan. Od 1986 funkcjonuje w ramach FGC (Ferrocarrils de la Generalitat de Catalunya). Remont kolei był prowadzony dwa razy – w 1963 i 1991. Z uwagi na osunięcie ziemi po długotrwałych opadach w 2000 część dolnej stacji i jeden z wagonów zostały częściowo zniszczone. Od czerwca 2001 kolej została ponownie otwarta po kompletnej renowacji i wymianie wagonów na nowe – panoramiczne.

## Dane techniczne
- długość linii – 262m
- przewyższenie – 118m
- górna stacja na wysokości – 700 m n.p.m.
- dolna stacja na wysokości – 582 m n.p.m.
- prędkość jazdy – 2 m/s
- pojemność każdego z 2 wagonów – 60 osób
- rozstaw szyn – 1000 mm
- średnica liny ciągnącej – 38 mm

## Okolica i zespół zabytków kolejnictwa
Z dolnej stacji, specjalnym panoramicznym chodnikiem dochodzi się do groty znalezienia figury Matki Boskiej, a po drodze rozmieszczone są stacje drogi krzyżowej. Na piętrze dolnej stacji funkcjonuje małe muzeum kolei, traktujące o liniach kolejowych w Montserrat. Funikular tworzy zespół zabytków techniki kolejowej w Montserrat wraz z:
- koleją zębatą – Cremallera de Montserrat (ze stacji Monistrol de Montserrat)
- koleją linową Montserrat Aeri – prowadzącą ze stacji kolejowej (linia z Barcelony) do klasztoru
- funikularem – Funicular de Sant Joan – prowadzącym do dawnych grot pustelników.